# Audouin Dollfus
Audouin Charles Dollfus (n. 12 noiembrie 1924, Paris, Île-de-France, Franța – d. 1 octombrie 2010, Versailles, Île-de-France, Franța) a fost un fizician, astronom și aeronaut francez, specialist al Sistemului Solar și descoperitor, în 1966, al lui Janus, un mic satelit natural al lui Saturn.
Pionier al explorării spațiale, a efectuat numeroase zboruri în balon echipat cu telescop, cel mai spectaculos fiind cel care, în aprilie 1959, i-a permis să se ridice la altitudinea de 14.000 de metri, la bordul unei capsule etanșe agățate de un „ciorchine” format din vreo sută de baloane, și să efectueze observații care l-au ajutat să deducă prezența apei pe Marte.

## Biografie
Fiu al lui Charles Dollfus (1893–1981), aeronaut și conservator al Musée de l’aéronautique de Meudon (Hauts-de-Seine) , Audouin Dollfus a evoluat, încă de la o vârstă fragedă într-un mediu care i-a marcat întreaga viață. A studiat la Facultatea de Științe a Universității din Paris unde a obținut, în 1955, doctoratul în fizică.
Începând din 1946, a lucrat ca astronom la secția de astrofizică a Observatorul din Meudon unde i-a succedat Maestrului său Bernard Lyot, după decesul prematur al acestuia din urmă. A condus îndeosebi Laboratorul de Fizică a Sistemului Solar. O mare parte din lucrările sale au fost efectuate grație numeroaselor observații făcute de la Observatorul Pic du Midi.
Metoda sa preferată de cercetare era folosirea polarizării luminii. Pragmatismul său i-a permis să obțină rezultate remarcabile, mulțumită cercetărilor făcute cu răbdare și persistente; a dezvoltat îndeosebi noi tehnici de observare. Cercetările sale sunt repartizate în peste 300 de publicații științifice, referitoare mai cu seamă la astrofizica Sistemului Solar.
Înainte ca sondele Viking să ajungă pe Marte, compoziția solului marțian constituia un subiect al unor numeroase dezbateri. Determinând lumina polarizată a mai multor sute de minerale terestre, Dollfus a încercat să facă să le corespundă acestora lumina polarizată a întinderilor deșertice marțiene. A găsit că doar limonitul (Fe2O3) pulverizat corespunde. A conchis că solul marțian poate fi compus din oxid de fier. Totuși, un astronom renumit, Gerard Kuiper, nu a fost de acord cu concluzia tânărului Dollfus; în lucrările sale, oxidul de fier dădea rezultate mediocre și a hotărât că cel mai bun acord cu datele este obținut cu rocile magmatice cafenii închis cu granulație fină. Viitorul a dat, însă, dreptate lui Dollfus.
Folosind polarizarea luminii, este posibilă detectarea unei atmosfere în jurul unei planete sau în jurul unui satelit natural. În 1950, se credea că planeta Mercur din cauza micii sale talii, și-a pierdut probabil atmosfera, prin scăparea în spațiu a moleculelor care o compuneau.
Dollfus a anunțat că a detectat o foarte slabă atmosferă pornind de la măsurătorile de polarizare făcute la Observatorul Pic du Midi, în Pirineii francezi.
Acest anunț era în contradicție cu previziunile teoretice care se bazau pe Teoria cinetică a gazelor. Dollfus estima că presiunea atmosferică la nivelul solului este de circa 1 mm de mercur. Natura gazului care compune această atmosferă era necunoscută, însă trebuie să fie un gaz dens, greu. Era totuși sigur că atmosfera lui Mercur nu reprezintă mai mult de 1/300 din cea a Pământului. Acum se știe că atmosfera lui Mercur este foarte rarefiată: doar 10-15 bar, masa totală a atmosferei lui Mercur nedepășind 1.000 de kilograme. 
Mercur posedă zone întunecate care contrastează cu un fond albicios; ele au fost observate mai întâi de Giovanni Schiaparelli în 1889. Utilizând luneta Observatorului Pic du Midi, Dollfus a fost capabil, în 1959, să rezolve clar zone cu distanțe de 300 de kilometri între ele.
Dollfus  a studiat și posibilitatea prezenței unei atmosfere în jurul Lunii. Procentajul disipării termice în spațiu al tuturor gazelor de pe Lună, cu excepția celor mai grele (care sunt foarte puțin abundente) este atât de ridicat încât o atmosferă reală nu poate fi luată în considerare. Prezența unei atmosfere ar trebui să fie detectabilă prin polarizarea luminii pe care ar difuza-o, dar lucrările lui Bernard Lyot și mai târziu ale lui Dollfus nu arată polarizare.
În 1966 Dollfus a descoperit satelitul Janus al lui Saturn, cel mai apropiat de planetă. A făcut această descoperire într-un moment în care inelele, foarte apropiate de Janus, nu erau vizibile de pe Pământ decât pe muchie și, prin urmare, practic invizibile. Cu această ocazie, Dollfus a observat probabil și satelitul Epimetheus, dar creditul acestei descoperiri i-a revenit lui Richard L. Walker.
Asteroidul 2451 Dollfus a fost denumit în onoarea sa.
Dollfus a prezidat Societatea Astronomică din Franța și Observatorul din Triel-sur-Seine între 1995 și 2005. A fost președintele de onoare al Asociației pentru Creația și Difuzarea Științifică (ACDS), creată de André Cailleux.

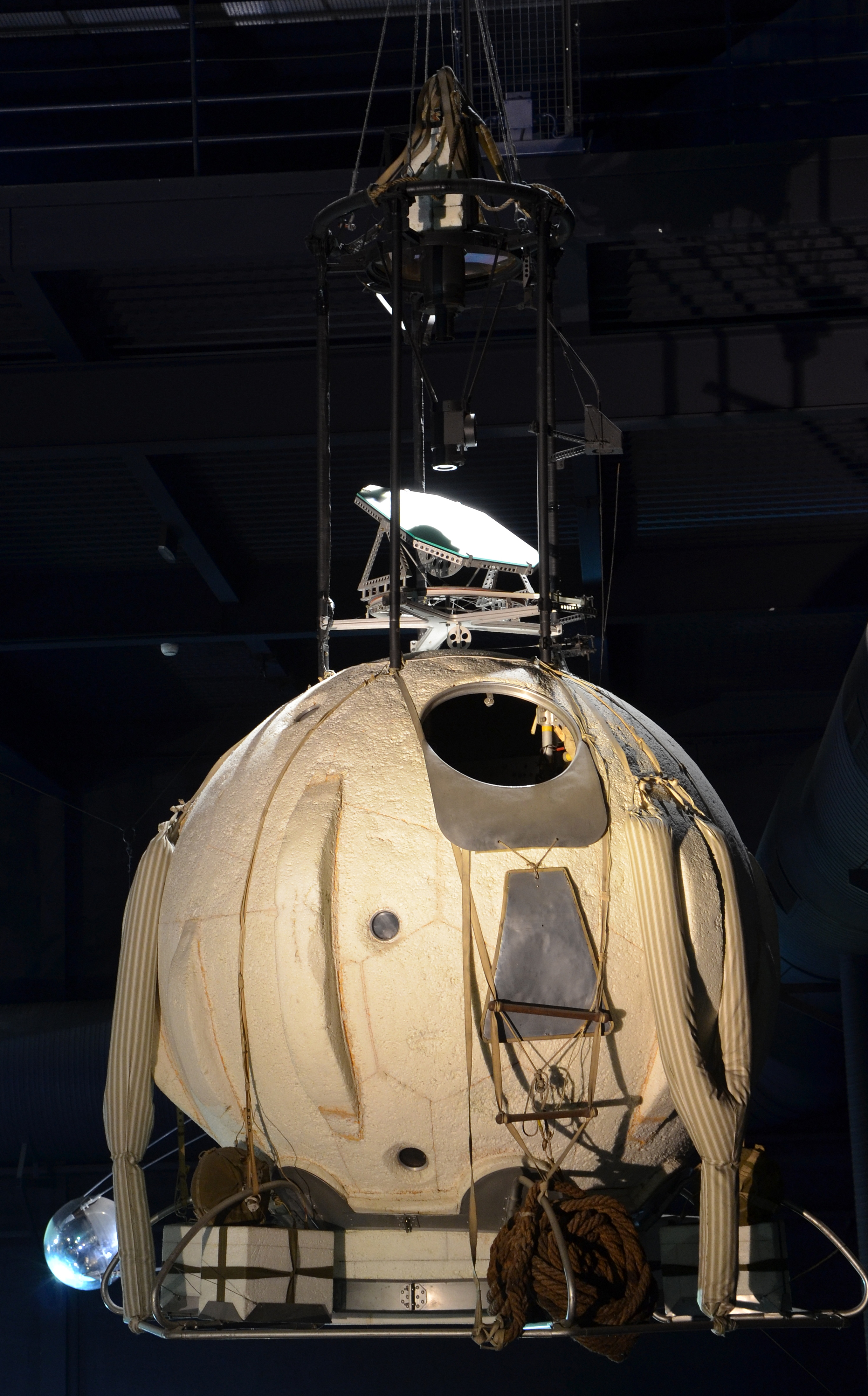
Nacela balonului utilizat în 1959 de Audouin Dollfus pentru efectuarea unor observații astronomice la altitudinea de 14000 de metri.

Este deținătorul mai multor recorduri mondiale în balon, dintre care primul zbor stratosferic în Franța. Este primul care a efectuat observații astronomice în balon stratosferic, îndeosebi pentru studierea lui Marte într-un mod detaliat.
Împreună cu soția sa, Catherine Browne, a avut patru copii, Fanny, Corinne, Jean și Ariane Dollfus.
A decedat la 1 octombrie 2010, la Versailles.

## Decorații și medalii
- Ofițer al Palmelor Academice
- 1973: Premiul internațional de astronautică Galabert
- 1974: Harold Jeffreys Lecturer al  Royal Astronomical Society
- 1987: medalia Societății Regale Belgine de Astronomie
- Diploma Tissandier a Federației Aeronautice Internaționale
- 1988: Marele Premiu Kodak-Pathé-Landucci al Academiei Franceze de Științe
- 1993: Premiul Jules-Janssen
- 1999: Triel d'or (medalia Orașului Triel-sur-Seine)
- 2004: medalia departamentului Yvelines
- La 12 aprilie 2009, a fost făcut Cavaler al Legiunii de Onoare.[7]

## Publicații
- L'Atlantique en ballon et l'avenir des « plus légers que l'air », Édition Léoréca, « Les Collections de l'iconophile », 1978.
- Pilâtre de Rozier : premier navigateur aérien, première victime de l'air, Éditions Afas, 1993 ISBN: 2-908014-01-7.
- 50 ans d'astronomie : comprendre l'univers !, Éditions EDP Sciences, 1998 ISBN: 2-86883-321-7.
- La grande lunette de Meudon, CNRS Éditions, 2006 ISBN: 2-271-06384-1.
- Les autres mondes : visions d'astronome, Éditions Belin, 2008 ISBN: 978-2-7011-4109-1.